# Cissus mirabilis
Cissus mirabilis är en vinväxtart som först beskrevs av Urb. & Ekman, och fick sitt nu gällande namn av J. A. Lombardi. Cissus mirabilis ingår i släktet Cissus och familjen vinväxter. Inga underarter finns listade i Catalogue of Life.